# Skinny Client Control Protocol
Skinny Call Control Protocol o SCCP es un protocolo propietario de control de terminal desarrollado originariamente por Selsius Corporation. Actualmente es propiedad de Cisco Systems, Inc. y se define como un conjunto de mensajes entre un cliente ligero y el CallManager. Ejemplos conocidos de clientes ligeros son los de la serie Cisco 7900 de teléfonos IP como el Cisco 7960, Cisco 7940 y el Cisco 7920 802.11b wireless . Skinny es un protocolo ligero que permite una comunicación eficiente con un sistema Cisco Call Manager. El Call Manager actúa como un proxy de señalización para llamadas iniciadas a través de otros protocolos como H.323, SIP, RDSI o MGCP.
Un cliente skinny utiliza TCP/IP para conectarse a los Call Managers en un cluster. Para el tráfico de datos (flujo de datos de audio en tiempo real) se utiliza RTP/UDP/IP]. SCCP es un protocolo basado en estímulos y diseñado como un protocolo de comunicación para puntos finales hardware y otros sistemas embebidos, con restricciones de procesamiento y memoria significativas.
Cisco adquirió la tecnología SCCP cuando compró la empresa Selsius a finales de los años 1990. Como una reminiscencia del origen de los actuales teléfonos IP Cisco, el nombre por defecto de los teléfonos Cisco registrados en un CallManager es SEP (Selsius Ethernet Phone) seguido de su MAC address.
SCCP es también usado en CSS7 (señalización de red) como complemento al conjunto de protocolos de transporte fiable MTP. Ofrece funciones adicionales a este último ya sea a servicios orientados a conexión o no. 